# Municipio de Mullett
El municipio de Mullett (en inglés: Mullett Township) es un municipio ubicado en el condado de Cheboygan en el estado estadounidense de Míchigan. En el año 2010 tenía una población de 1312 habitantes y una densidad poblacional de 14,19 personas por km².

## Geografía
El municipio de Mullett se encuentra ubicado en las coordenadas 45°30′38″N 84°33′32″O / 45.51056, -84.55889. Según la Oficina del Censo de los Estados Unidos, el municipio tiene una superficie total de 92.46 km², de la cual 49,2 km² corresponden a tierra firme y (46,79 %) 43,26 km² es agua.

## Demografía
Según el censo de 2010, había 1312 personas residiendo en el municipio de Mullett. La densidad de población era de 14,19 hab./km². De los 1312 habitantes, el municipio de Mullett estaba compuesto por el 92,23 % blancos, el 0,46 % eran afroamericanos, el 4,8 % eran amerindios y el 2,52 % eran de una mezcla de razas. Del total de la población el 0,69 % eran hispanos o latinos de cualquier raza.